# Список кузовів автомобілів
Автомобілі можуть мати безліч варіантів кузовів. Загальноприйняті три номенклатури історичних автомобілів: французька, англійська, хорватська, й американська. Основні характеристики тут - тип кузова (відкритий, закритий та ін.), приклад на машині та короткий опис кожного кузова.
| Кузов             | Тип       | Приклад                                                      | Опис |
| ----------------- | --------- | ------------------------------------------------------------ | --- |
| Седан             | Закритий  | ВАЗ-2101, Renault Talisman, Москвич-412, Chrysler 300        | Триоб'ємний кузов легкового автомобіля з двома або трьома рядами 2 або 3 сидінь, з чотирма дверима і багажником, структурно відокремленим від пасажирського салону. Заднє скло у седані завжди жорстко закріплене в рамці і не піднімається, хоча спинка заднього сидіння може бути або обладнаною лючком, або відкидатися для перевезення довгих предметів |
| Купе              | Закритий  | Dodge Challenger, Audi TT, Ferrari 488 GTB, BMW i8           | Тип кузова легкового автомобіля з двома або чотирма дверима та двома чи чотирма сидіннями. Зазвичай, купе — спортивніший варіант седана. Вперше, даний термін з'явився в 19 ст., коли ним почали ідентифікувати транспортні засоби, в яких задні, обернені протилежно напрямку руху сидіння було виключено з конструкції, тобто вирізано |
| Торпедо           | Відкритий | Fiat type 3, Ізотта Фраскіні                                 | Розповсюджений до 1930-х років тип автомобільного кузова. Сигароподібний 4-дверний кузов, який закриває кабіну зверху, але не з боків. Має плавний перехід від боковин до капоту з вертикальним вітровим склом. Майже прямокутна кабіна з двома рядами сидінь і низькими боковинами зверху закривалась м'яким складаним дахом. Він кріпився до заду кабіни, рамки вітрового скла і не захищав кабіну з боків. Назва торпедо витіснила назву double phaétony (двійний фаетон)             |
| Пікап             | Вантажний | Fiat Strada, Ford F-150, Ford Ranger, Москвич-2335           | Легкий комерційний автомобіль з відкритою вантажною платформою, який використовують для швидкого довозу на замовлення невеликих ящиків, деталей тощо, — з вантажністю до 1 т та повною масою до 4,54 т. Іноді є модифікацією легкового автомобіля або позашляховика існуючих зразків |
| Кабріолет         | Відкритий | Alfa Romeo Spider, Renault Megane Cabrio                     | Автомобіль зі складним дахом, який зазвичай виготовляють з гнучкого брезенту або пластику, що обтягує складаний каркас, який роблять з алюмінію, сталі або жорсткого пластику. Більша частина сучасних кабріолетів має електричний механізм, що складає та розкладає м'який верх. На відміну від родстерів, коли дах кабріолету у розкладеному стані, він повністю захищає пасажирів від негоди                                                                                          |
| Універсал         | Закритий  | ВАЗ-2104, Москвич-426, Dodge Magnum, Toyota Caldina          | Тип закритого кузова легкового автомобіля з двома-чотирма рядами сидінь, з трьома або п'ятьма дверима. Ключова ознака універсалу — можливість трансформації задньої частини кузова шляхом складення всіх рядів сидінь, окрім першого. Фактично це фургон зі заскленими боковинками й складаними сидіннями |
| Фургон            | Вантажний | Chevrolet Express, УАЗ-452, Mercedes Vito, Mercedes Sprinter | Тип закритого автомобільного кузова з перегородкою, що відокремлює кабіну для водія від відсіку для перевезення вантажів. У 1980-90-і роки фургони з бічними вікнами, знімними сидіннями у вантажному відсіку, без перегородки отримують дедалі більше поширення |
| Родстер           | Відкритий | Caterham 7, Fiat Barchetta, Madza MX-5                       | Модель спортивного автомобіля з формою кузова двомісного автомобіля із заднім приводом, як правило передньою компоновкою двигуна і коротким заднім відсіком |
| Лімузин           | Закритий  | Bentley State Limousine, Lincoln Town Car, ГАЗ-13 Чайка      | Трьохоб'ємний закритий пасажирський кузов легкового автомобіля вищого класу на основі седана, з подовженою колісною базою і перегородкою за передніми сидіннями. Слід відрізняти від простого довгобазового седана без перегородки. Слово «лімузин», походить від назви історичної французької провінції Лімузен, де пастухи раніше носили відлоги, що в профіль нагадують такий автомобіль                                                                                              |
| Тудор             | Закритий  | ЗАЗ-968 "Запорожець", Ford A Tudor, Chevrolet Bel Air        | Кузов легкового автомобіля з двома рядами повнорозмірних сидінь, двома дверцятами і багажником, структурно відділеним від пасажирського салону. Різновид кузова «седан» |
| Хетчбек (гетчбек) | Закритий  | Mitsibishi Colt 9, Renault 4L, ВАЗ-2112                      | Назва кузова легкового автомобіля з одним або двома рядами сидінь, з трьома чи п'ятьма дверима, одні з яких розміщені позаду. Від універсала відрізняється більш пологим кутом нахилу задньої площини, тобто об'ємом багажника, а від мінівена — меншою висотою |
| Мінівен           | Закритий  | Renault Espace, Volkswagen Transporter, ВАЗ-2120 "Надєжда"   | легковик з однооб'ємним кузовом безкапотного (рідше вагонного) або півтораоб'ємного компонування, зазвичай з трьома рядами сидінь. Кузов мінівену завжди вищий, ніж у звичайних вантажопасажирських кузовів легковиків типу універсал і хетчбек, оскільки основна споживча властивість мінівену якраз і полягає у максимальному збільшенні внутрішнього об'єму салону, а також у можливості трансформації салону за рахунок складних легкоз'ємних (іноді поворотних) пасажирських сидінь |
| Хардтоп (гардтоп) | Закритий  | Pontiac Catalina                                             | Кузов легкового автомобіля з твердим дахом без бічних стійок з опусканим бічним склом. Відсутність бічних стійок покращує огляд, полегшує завантаження і вивантаження великогабаритного багажу. Проте виключення проміжних опор, що підтримують дах, вимагає збільшення міцності самого даху і несної частини кузова. Хардтоп застосовується рідко, в основному на автомобілях великого літражу                                                                                          |
| Брогам            | Відкритий | Rolls-Royce Phantom II                                       | Пасажирський кузов, частина даху якого відкривається над переднім рядом сидінь. Даний вид кузова, в основному, є модифікацією кузова типу лімузин, має два або три ряди сидінь і засклену перегородку за першим рядом сидінь |
| Ландо             | Відкритий | -                                                            | Тип кузова, у якого верх від передньої до середньої стійки фіксований, а м'яка задня частина може відкидатись |
| Ліфтбек           | Закритий  | ЗАЗ-1103 "Славута"                                           | Хетчбек з довгим, як у седана, заднім звісом; може мати два об'єми і похилий дах, як у більшості хетчбеків, такий тип ще називають фастбек (fastback), що є хибним твердженням |